# NGC 6238

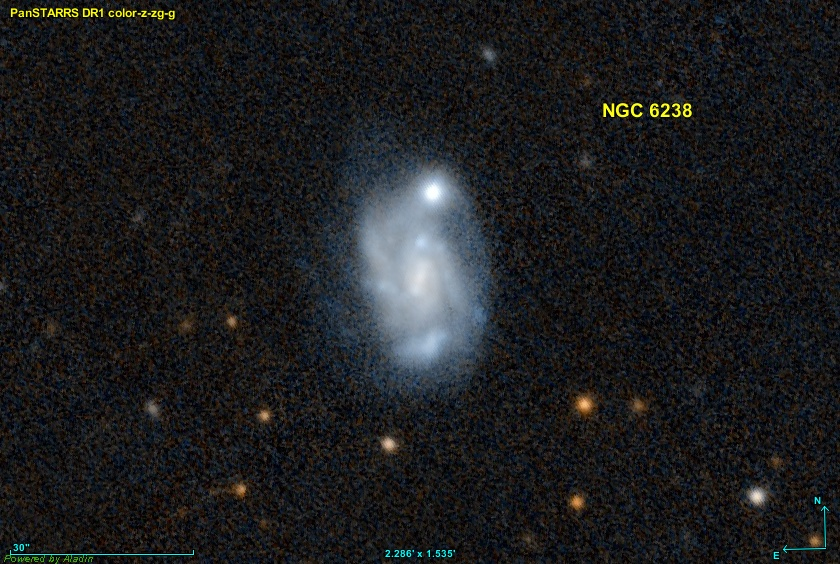
Foto da galáxia

NGC 6238 é uma galáxia espiral (Sc/P) localizada na direcção da constelação de Draco. Possui uma declinação de +62° 08' 51" e uma ascensão recta de 16 horas, 47 minutos e 15,9 segundos.
A galáxia NGC 6238 foi descoberta em 28 de Junho de 1886 por Lewis A. Swift.